# フレッシュ (1968年の映画)
『フレッシュ』（英: Flesh）は、1968年に製作されたアメリカ映画。ポール・モリセイ監督。ジョー・ダレッサンドロ主演。日本では劇場未公開。

## キャスト
- ジョー：ジョー・ダレッサンドロ
- ジェリ：ジェラルディン・スミス
- パティ（ジェリの恋人）：パティ・ダーバンヴィル
- デヴィッド：ルイス・ウォルドン
- キャンディ：キャンディ・ダーリング
- ジャッキー：ジャッキー・カーティス